# غاري فريمان (لاعب دوري الرغبي)
غاري فريمان (بالإنجليزية: Gary Freeman)‏ هو لاعب دوري الرغبي نيوزيلندي، ولد في 4 ديسمبر 1962 في أوكلاند في نيوزيلندا.